# Blue Icefalls
Die Blue Icefalls (englisch für Blaue Eisfälle) sind steile und 6 km lange Gletscherbrüche aus blaufarbenem Eis an der Danco-Küste des westantarktischen Grahamlands. Sie liegen am Westrand des Forbidden Plateau und oberhalb der östlichsten Seitenbucht der Andvord Bay.
Ihren deskriptiven Namen verdanken die Eisfälle Wissenschaftler einer polnischen Antarktisexpedition, die sie 1995 benannten.